# MGM-52 Lance

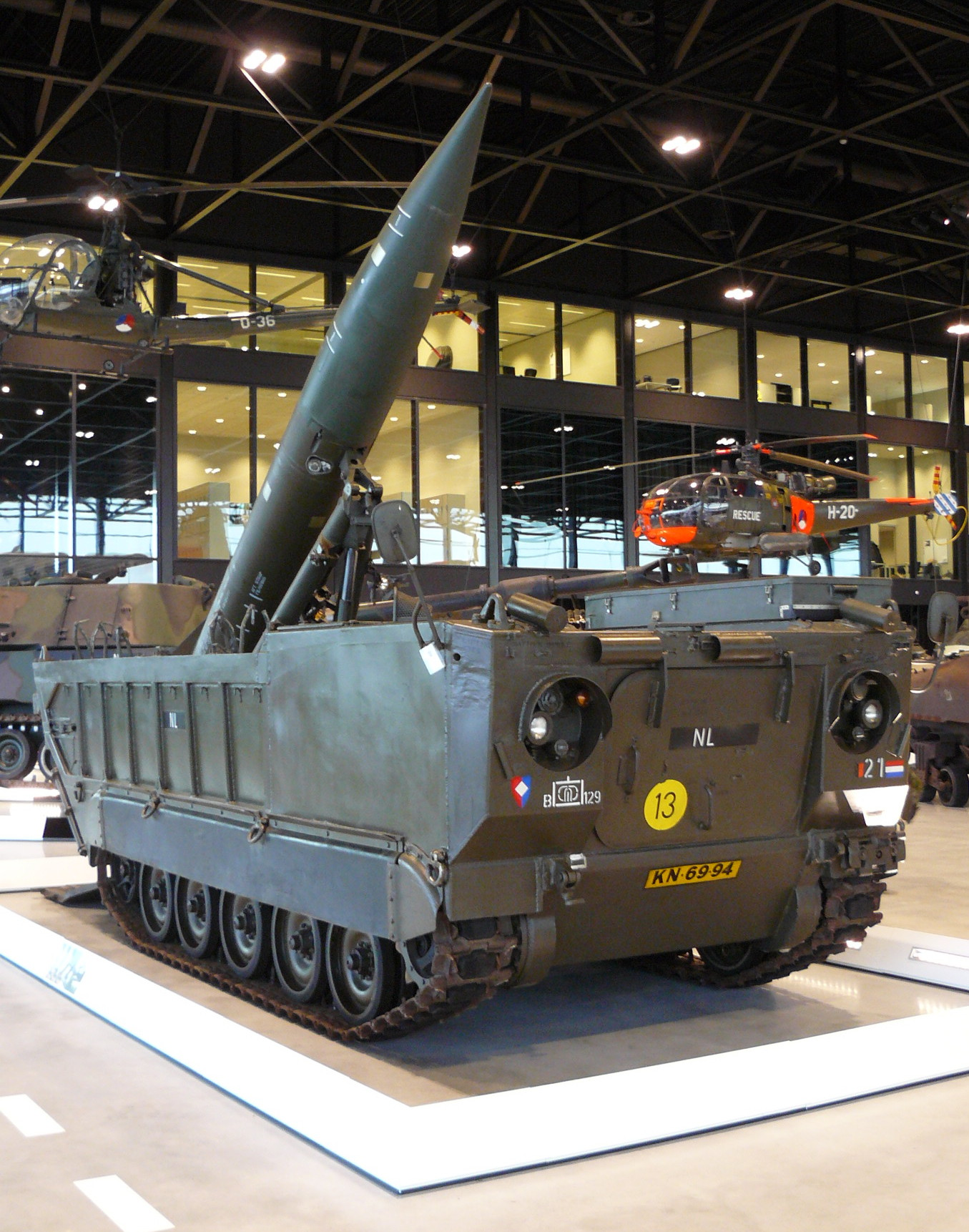
M752 Lance-lanceerinstallatie met MGM-52-raket in het Nationaal Militair Museum in Soesterberg

De MGM-52 Lance was de tweede nucleaire grond-grondraket waar het Nederlandse leger over beschikte. Ook het Belgisch leger beschikte van 1977 tot 1992 over dit wapen. Het was de opvolger van de Honest John-raket, maar met een groter bereik en eenvoudiger te bedienen. De Lance is tot 1992 in gebruik geweest bij de Koninklijke Landmacht en kon zowel van conventionele als nucleaire lading worden voorzien.

## Geschiedenis
Tegen het einde van de jaren vijftig begon het Amerikaanse leger de wensen te formuleren voor vier nieuwe grond-grondraketten. De vier raketten kregen een letter, van A tot en met D, waarbij raket “B” de vervanger voor de Honest John moest worden. In 1962 werd het Amerikaanse defensiebedrijf Ling-Temco-Vought (LTV) uitgekozen om het project voor B-raket tot een goed einde te brengen. In november 1962 werd de naam Lance geïntroduceerd en in juni 1963 kwam daar de code MGM-52 bij.
De raketmotor werd gebouwd door Rocketdyne, maar de ontwikkeling duurde langer dan verwacht. In maart 1965 werd de eerste testvlucht uitgevoerd. Uit de tests bleek dat met kleine aanpassingen zoals een betere motor, grotere staartvinnen en een lichtere ladingkop, het bereik van de raket aanmerkelijk kon worden verhoogd tot zo'n 140 kilometer. Deze verbeterde versie kreeg de aanduiding XMGM-52B en de eerste testvlucht was in mei 1969. Ook hier waren er tegenslagen en jaren later kwam de eerste raket in productie met de aanduiding MGM-52C. In september 1973 werd de eerste Lance-eenheid operationeel in Europa.

## Beschrijving
De raket had een lengte van 6,25 meter (20 voet 6 inches) en een diameter van 56 centimeter. De raket had een totaalgewicht van 1524 kilogram, waarvan de ladingkop alleen 450 kilogram woog. De maximale snelheid was Mach 3. De gepantserde lanceerinstallatie M752 SPL ('Self Propelled Launcher') was een aangepaste versie van het M113-rupsvoertuig.:85 De bemanning bestond uit een officier, 2 onderofficieren en zes kanonniers. Voor het transport van de geassembleerde projectielen werd het eveneens van de M113 afgeleide gepantserd transportvoertuig M688 LT ('Loader-Transporter') gebruikt, waarin twee projectielen vervoerd konden worden. De M688 was voorzien van een draaibare kraan waarmee de projectielen op de M752 lanceerinstallatie geladen konden worden.

## Lance in Nederland
In 1972 sprak de Nederlandse Legerraad zich uit voor de invoering van de Lance als opvolger van de Honest John. De Lance was een zelfgeleide raket en had een veel groter bereik van de minder nauwkeurige Honest John. Verder was de Lance gemechaniseerd, het van rupsbanden voorziene amfibische M752 lanceervoertuig kwam beter in moeilijk terrein vooruit dan het wielvoertuig van de Honest John. Er waren binnen legerkringen ook tegenstanders. Zij stelden dat de tijd van de tactische kernwapens voorbij was nu de Amerikanen en Russen elkaar op het wereldtoneel volledig konden vernietigen. Het grotere bereik was niet van belang daar het leger de middelen miste doelen zo ver in vijandig terrein op te sporen. De voorstanders verwezen naar de NAVO-strategie en hierbij speelde afschrikking met tactische nucleaire wapens ook een rol.
Politiek waren de partijen ook verdeeld. In 1973 was het kabinet-Den Uyl tot stand gekomen, dat besloot alleen de conventionele Lance aan te schaffen. Het leger was tevreden over de aanschaf en werkte achter de schermen aan een nucleaire uitbreiding. In 1978 besloot het kabinet-Van Agt I de Lance ook met nucleaire raketten uit te rusten. In 1978 werden 109 en 119 Afdeling Veldartillerie (Afdva) opgeheven en staf en personeel gingen grotendeels op in de nieuwe 129 Afdva. De afdeling bestond uit een stafverzorgingsbatterij en twee lanceerbatterijen, ieder uitgerust met drie lanceerinrichtingen M752 en drie transportvoertuigen M688. Op 1 maart 1979 was deze paraat, maar het duurde tot 1981 tot zij volledig "dual capable" was oftewel geschikt voor conventionele en nucleaire taken.
In 1992 werd de Lance uit dienst genomen.

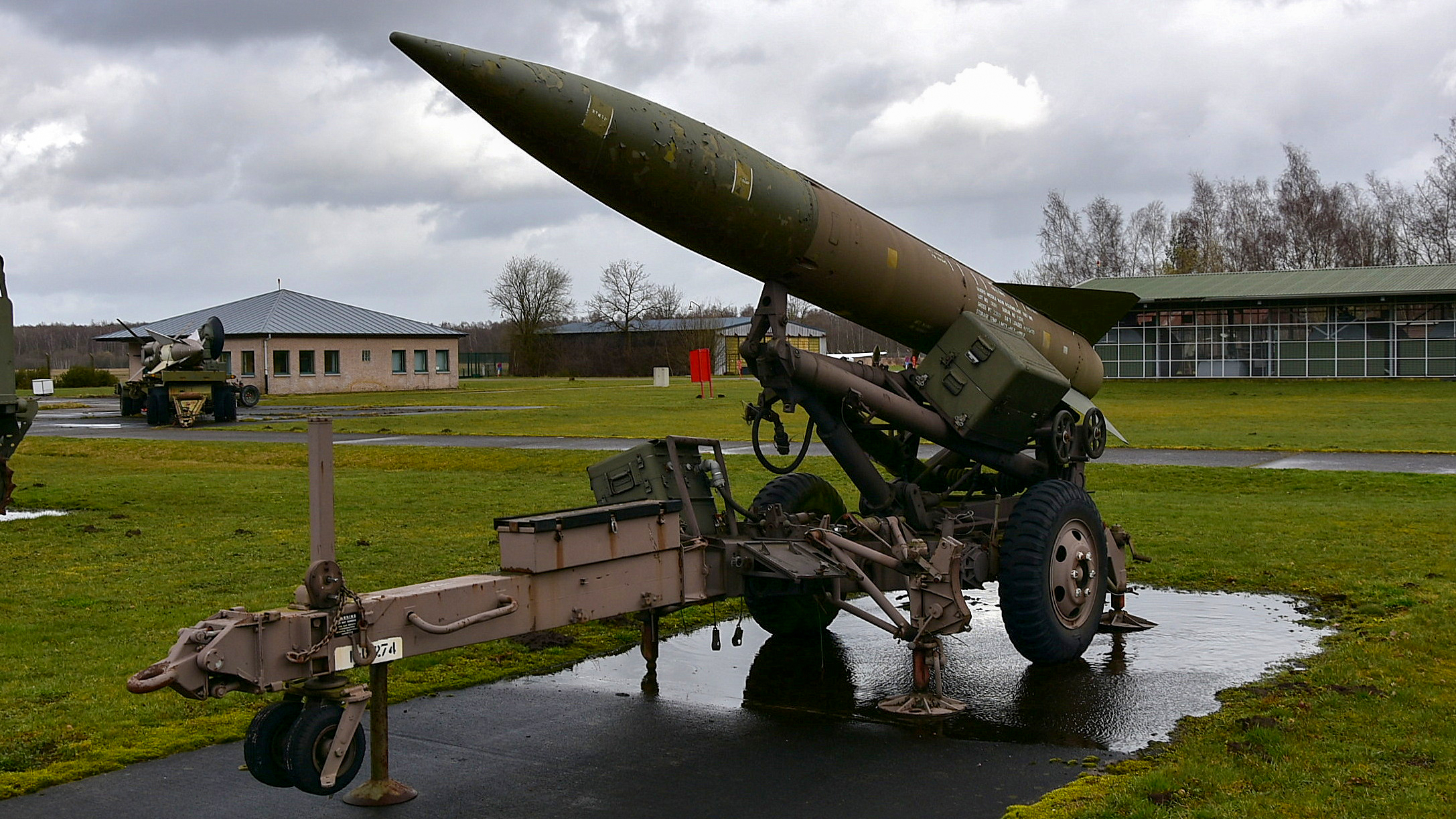
MGM-52 Lance op mobiel lanceerplatform in het Site Gunfire Brasschaat-museum

## Museumexemplaar
In Nederland staat een exemplaar van de Lance-raket met lanceerinrichting in het Nationaal Militair Museum te Soesterberg. Een tweede, compleet exemplaar op een zogenaamde LZL (Launcher Zero Lenght) staat opgesteld in de Historische Collectie Korps Veldartillerie (HCKVA) op de Legerplaats bij Oldebroek / Artillerie Schietkamp. Daarnaast heeft de HCKVA nog een rijdend exemplaar van de SPL M752 en de Loader transporter M688.